# NSTG Brünn
Die Nationalsozialistische Turngemeinde Brünn (kurz: NSTG Brünn) war ein kurzlebiger Sportverein in der vom Deutschen Reich besetzten tschechischen Stadt Brünn im Protektorat Böhmen und Mähren.

## Geschichte
Der Verein entstand im Jahr 1938 durch die Fusion des DSV Brünn und des Brünner SK. Die Fußballmannschaft spielte ab der Saison 1942/43 in der Gauliga Sudetenland allerdings wieder unter ihrem alten Namen. Am Ende dieser Saison spielte die Mannschaft laut der Deutschen Zeitung im Ostland angeblich ein Entscheidungsspiel gegen den MSV Olmütz, hierbei ist aber wohl der MSV Brünn gemeint, welcher zu dieser Zeit punktgleich mit Olmütz war. Spätestens am Ende des Zweiten Weltkriegs wurde der Verein aufgelöst.